# 庞为强
庞为强（1937年11月—），男，广西博白人，中华人民共和国军事人物、政治人物，中国人民解放军少将，曾任海南军区、海南省军区司令员，中共海南省委常委，湖南省军区司令员，中共湖南省委常委。